# Thomas FitzGerald (5e comte de Desmond)
Pour les articles homonymes, voir Thomas FitzGerald et FitzGerald.
Thomas FitzGerald, 5e comte de Desmond (né vers 1386– mort le 10 août 1420), est le fils unique de  John FitzGerald (4e comte de Desmond). Après la mort de John en 1399, Thomas lui succède comme 5e comte de Desmond, il doit toutefois faire face à l'usurpation de son oncle Maurice fitz Gerald qui de facto exerce la fonction comtale jusqu'à sa mort en 1401.

## Contexte
En 1411, Thomas est dépossédé de ses domaines et privé de son comté par son autre oncle paternel, James FitzGerald (6e comte de Desmond), après que Thomas ait conclu un mariage « en dessous de sa condition »  avec Catherine MacCormac d'Abbeyfeale; Catherine était la fille d'un vassal de Thomas, William MacCormac, connu comme  "le Moine de la  rivière Feale." L'union entre un homme de sang Hiberno-Normand et d'une femme d'origine gaélique était en effet une violation des Statuts de Kilkenny.
Cette romance fatale est le sujet du  « Chant de Desmond » de Thomas Moore. Après la perte de son comté, Thomas se retire en France où il meurt à Rouen, le 10 août 1420 et est inhumé à Paris « en grande pompes, en présence des deux rois d'Angleterre et de France. »

## Union et postérité
Thomas FitzGerald et Catherine MacCormac (a.k.a. Katherine McCormick) d'Abbyfeale ont deux fils:
1. Maurice (mort en 1452), ancêtre des FitzGeralds d'Adare et de Brohill,
2. John Claragh, qui meurt en 1452[8].

## Sources
- (en) T.W Moody, F.X. Martin et F.J. Byrne, A New History of Ireland IX Maps, Genealogies, Lists. A companion to Irish History part II, Oxford, Oxford University Press, 2011, 690 p. (ISBN 978-0-19-959306-4).
- (en) Art Cosgrove (sous la direction de), New History of Irland,Volume II ‘’Medieval Ireland 1169-1534’’, Oxford, Oxford University Press, 2008, 1066 p. (ISBN 978-0-19-953970-3), p. 580